# Liu Bannong
Liu Bannong (劉半農) (* 1891 in der Provinz Jiangsu; † 1934 in Peking), auch Liu Fu (劉復), war ein chinesischer Linguist und Dichter, Übersetzer und Literaturkritiker.

## Leben
Liu Bannong wurde 1891 in der Provinz Jiangsu geboren. Ab 1912 lebte er in Shanghai, 1917 ging er nach Beijing. Dort arbeitete er an der Herausgabe der Zeitschrift 新青年 (Xin Qingnian, La Jeunesse) mit und war Teil der literarischen Revolution der Neuen Kulturbewegung. 1920 ging er zum Zwecke linguistischer Studien nach London, 1921 nach Paris, wo er 1925 promovierte. Im gleichen Jahr kehrte er nach China zurück, um an der Universität Peking Phonetik zu unterrichten. 1934 zog er sich auf einer linguistischen Studienreise eine Infektion zu, der er daraufhin in Peking erlag.

## Leistungen
Als Teil der 4.-Mai-Bewegung sprach er sich gegen die Verwendung der klassischen Schriftsprache in der Literatur aus und befürwortete als einer der ersten die Nutzung umgangssprachlicher Formen. Er forderte Abwechslung in der Poesie in Bezug auf Stil, Form und Inhalt und versuchte sich so etwa an reimlosen sowie Prosagedichten. Lius Werke zeichnen sich durch seine scharfe Beobachtungsgabe aus; er stellt in der Poesie bisher wenig bis unbeachtete Kleinigkeiten und Einzelheiten anschaulich dar. Ein weiteres Verdienst Lius ist dessen Einsatz für eine vereinheitlichte Landessprache (國語, Guoyu).

## Werke
- 揚鞭集 (Yangbian ji), 1926
- 瓦釜集 (Wafu ji), 1926
- 初期白話詩稿 (Chuqi baihua shigao), 1933